# Aurelio Iragorri Hormaza
Jorge Aurelio Iragorri Hormaza (ur. 28 kwietnia 1937 w Popayán, zm. 7 września 2020 w Bogocie) – kolumbijski polityk, przewodniczący Izby Reprezentantów.

## Działalność polityczna
Od 1981 do 1982 był przewodniczącym Izby Reprezentantów, a w okresie od 1992 do 2014 zasiadał w Senacie.
Zmarł 7 września 2020 na COVID-19.